# Portrait du médecin Alphonse Leroy
Le Portrait du médecin Alphonse Leroy est un tableau peint par Jacques-Louis David en 1783 et conservé au musée Fabre de Montpellier. L'attention portée sur les détails naturalistes et la tonalité vive de la toile marque chez David une influence des peintres flamands qu'il a vus lors de son séjour dans les Flandres en 1781. Jean-François Garneray, l'un de ses élèves, l'assista pour la peinture des étoffes et de la main. Le tableau est exposé au Salon de peinture et de sculpture de 1783, et fait aujourd'hui partie des collections du musée Fabre, qui l'a acheté en 1829.

## Description
Le tableau représente le célèbre médecin accoucheur Alphonse Leroy dans son cabinet de travail, dans la posture du savant à l'étude. Son regard est porté vers le spectateur plutôt que vers la feuille sur son bureau : le modèle est saisi juste au moment où il va se mettre au travail, alors qu'il a déjà la plume à la main. Il est également entouré des attributs de sa profession : il est accoudé sur un ouvrage d'Hippocrate traitant des maladies de la femme, le Morbi mulierum et son cabinet de travail est éclairé par une lampe à mèche cylindrique, dite lampe à quinquet, qui était une invention de Leroy lui-même. Ce symbole de modernité fait également trait au langage classique de l'emblème : en effet, la lampe, associée au livre, est l'un des attributs de l'étude dans l'Iconologia de Cesare Ripa. Le fond neutre est caractéristique des portraits de David.